# Orithyia sinica
Orithyia sinica is een krabbensoort uit de familie Orithyiidae. De wetenschappelijke naam werd gepubliceerd in 1771 door Carl Linnaeus.